# Dijon villamosvonal-hálózata

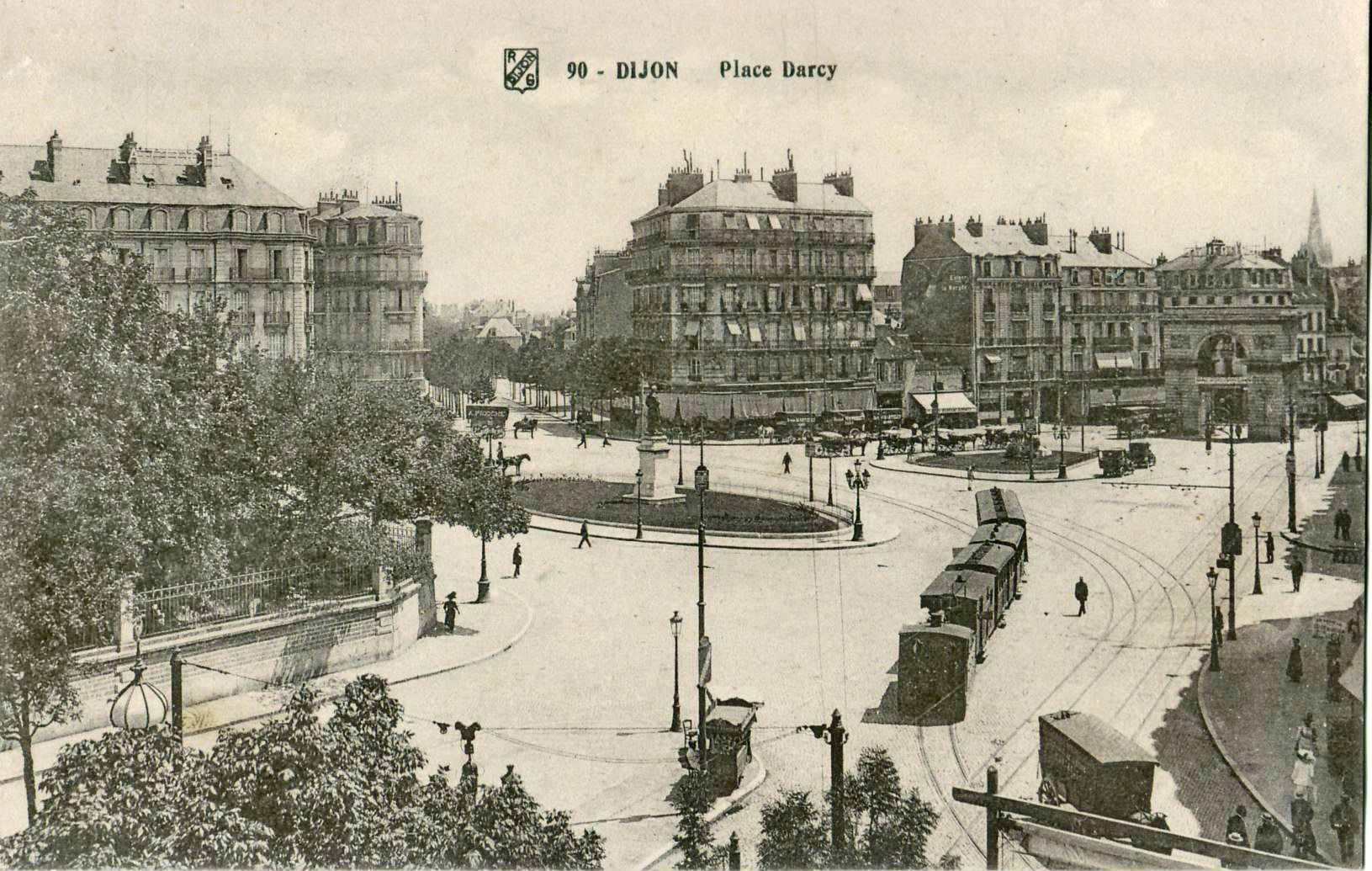
A Dijoni villamos 1918 október 18-án

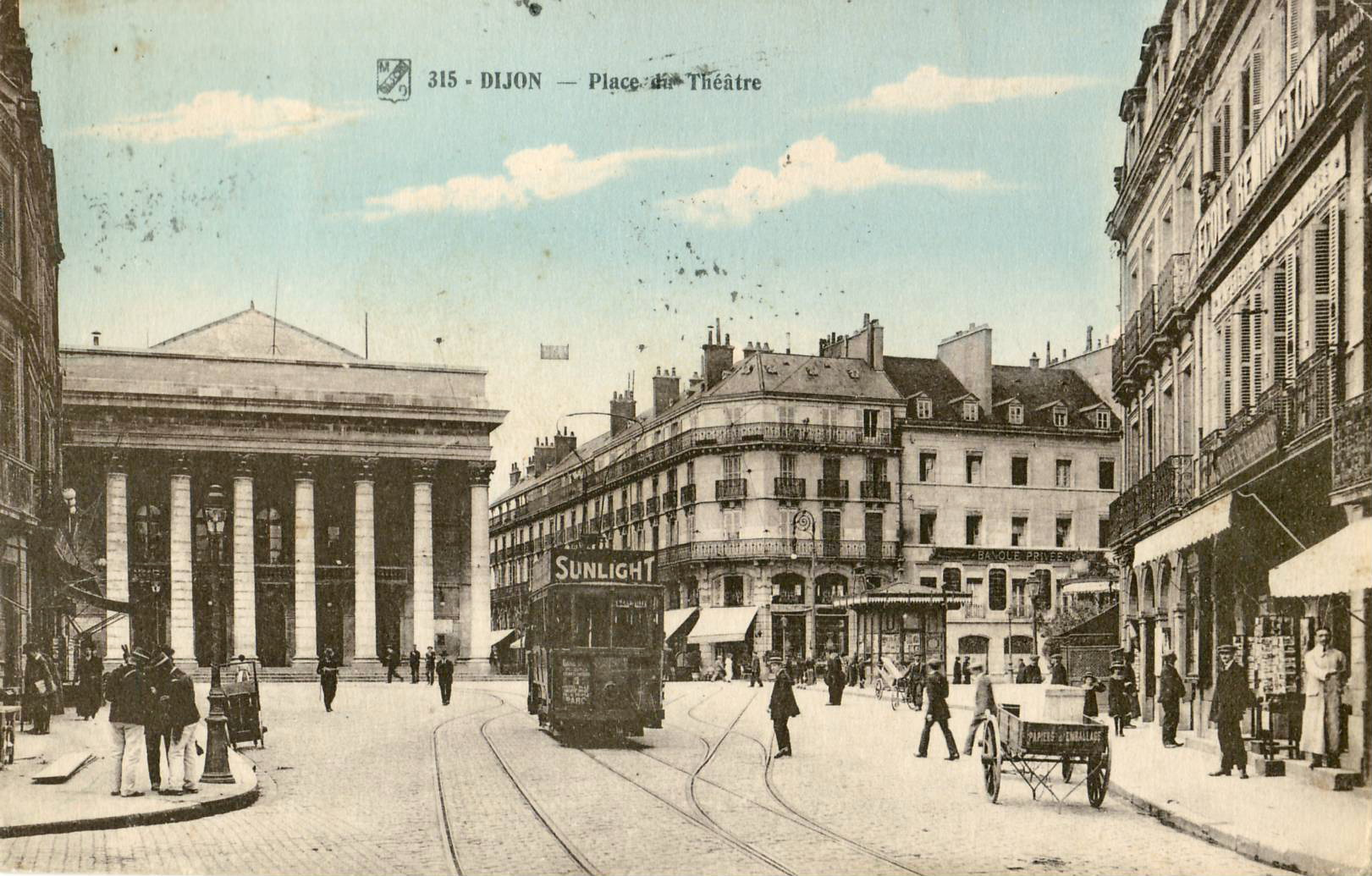
A Dijoni villamos 1931 március 15-én

Dijon villamosvonal-hálózata (francia nyelven: Tramway de Dijon) jelenleg kettő vonalból és 34 állomásból áll, a hálózat teljes hossza 19 km. Naponta átlagosan 84 000 utas használja. A forgalom 2012. szeptember 1-én indult meg.

## Története
A városban 1888-ban indult a lóvontatású omnibusz. A vasúti síneket méteres nyomtávolsággal építették ki. Az első vonal Place Wilson és Gare de Dijon-Ville, a második Place de la République és Place du Premier Mai között nyílt meg. A villamos vontatás 1895-ben indult meg. A hálózat a legnagyobb kiterjedése idején elérte a 358 km-es hosszúságot és a városhatáron is túlnyúlt, bekapcsolva Champlitte, Châtillon-sur-Seine, Semur-en-Auxois, Beaune és Nuits-Saint-Georges településeket is.
A hanyatlás az 1930-as években kezdődött, az utolsó vonalat 1961-ben zárták be. 1950. január 7 és 1966. március 30 között a városban trolibusz is üzemelt. A villamos és a trolibusz megszűnése után a tömegközlekedés a buszokra maradt.
Dijon első új villamosvonala a T1-es 2011. szeptember 1-én nyílt meg 8,5 km hosszúsággal és 16 megállóval. A város vasútállomását köti össze Quetigny-vel. Az átadás után két hónappal már átlagosan napi 36 ezer utas utazott a vonalon, két hónappal később ez a szám még további 6000 fővel emelkedett.
A T2-es vonal 2012 decemberében nyílt meg 21 állomással Valmy és Chenôve között.
Dijon a két új villamosvonalra 32 db Citadis villamost rendelt az üzemeltetéshez az Alstomtól. A beruházás 176 millió euróba került, melyre az anyagi forrásokat magántőke (Public private partnership), Nagy-Dijon városi hatóság és az Inéo biztosította.

## Képek

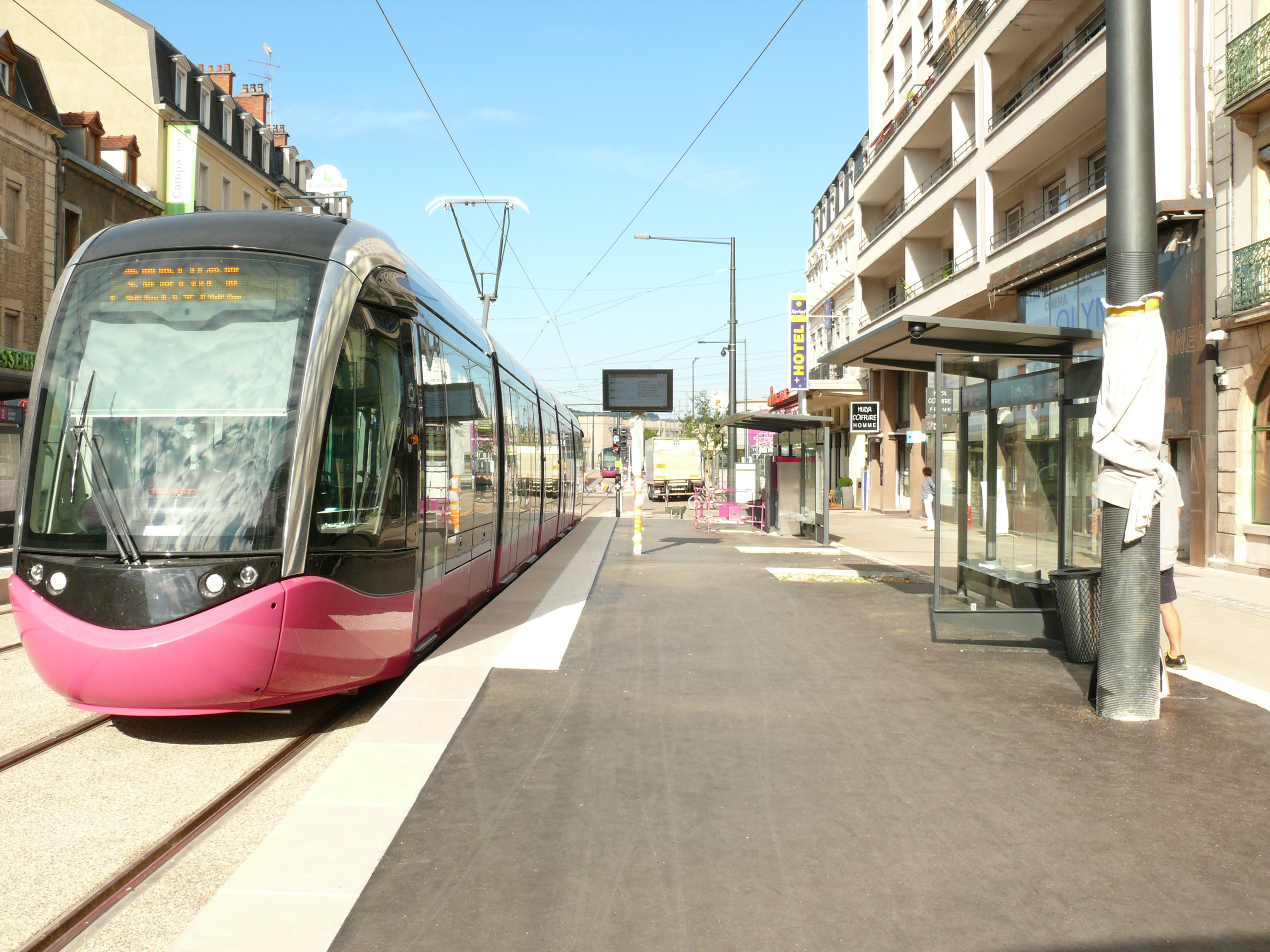
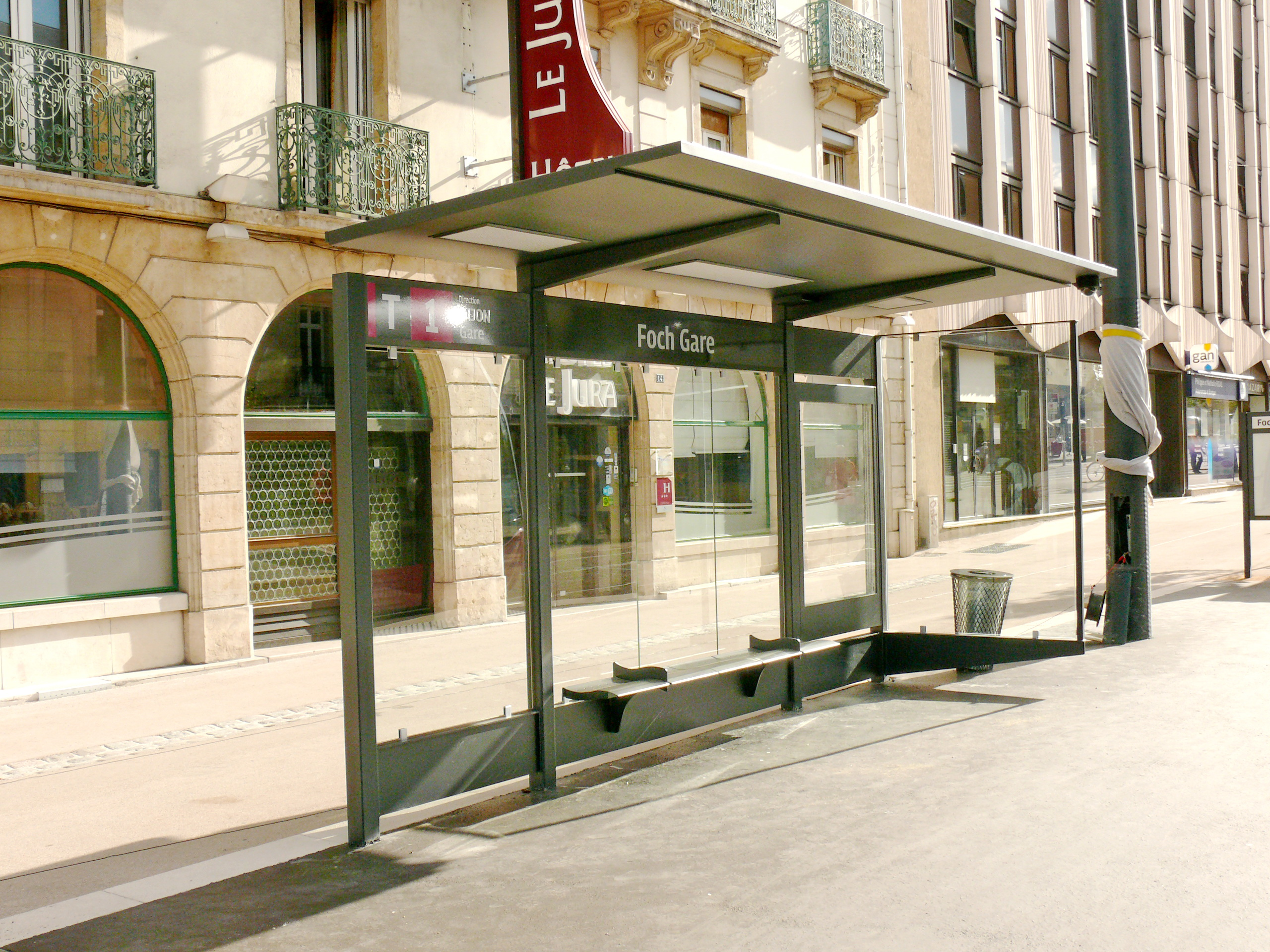
megálló a városban
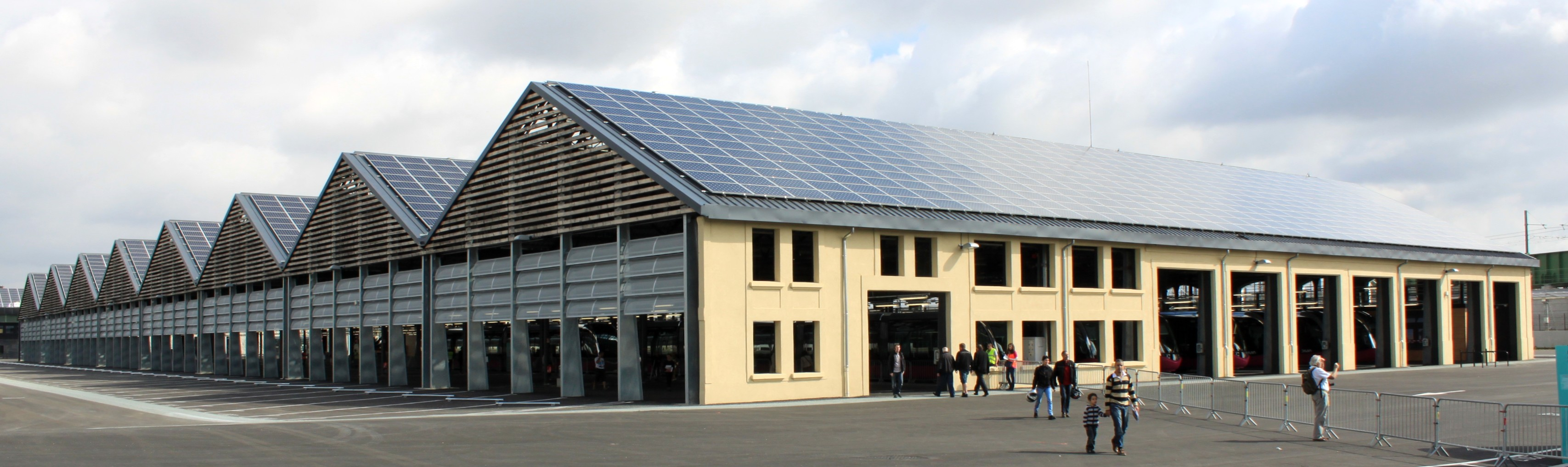
A villamos remíz
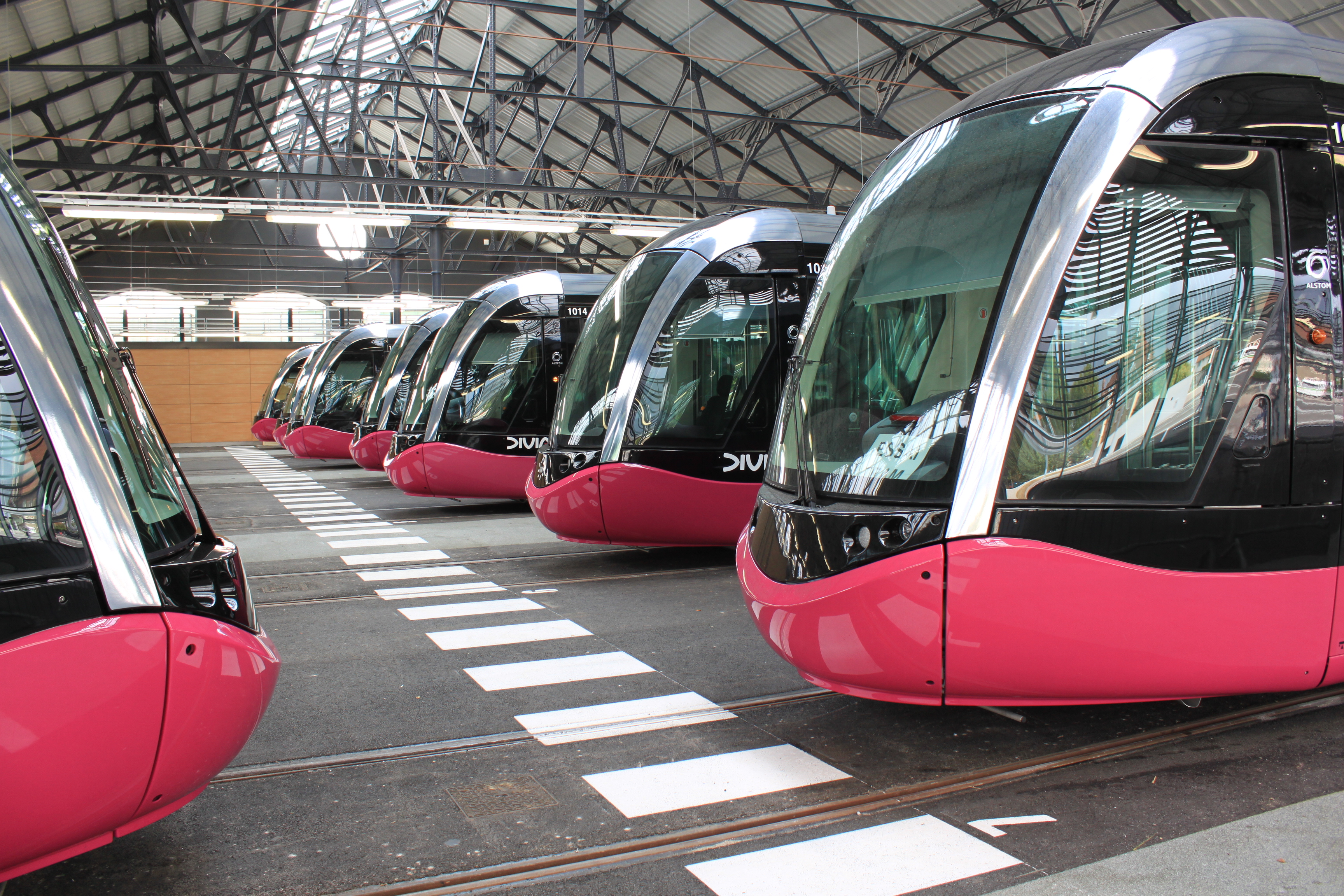
Villamosok a remízben
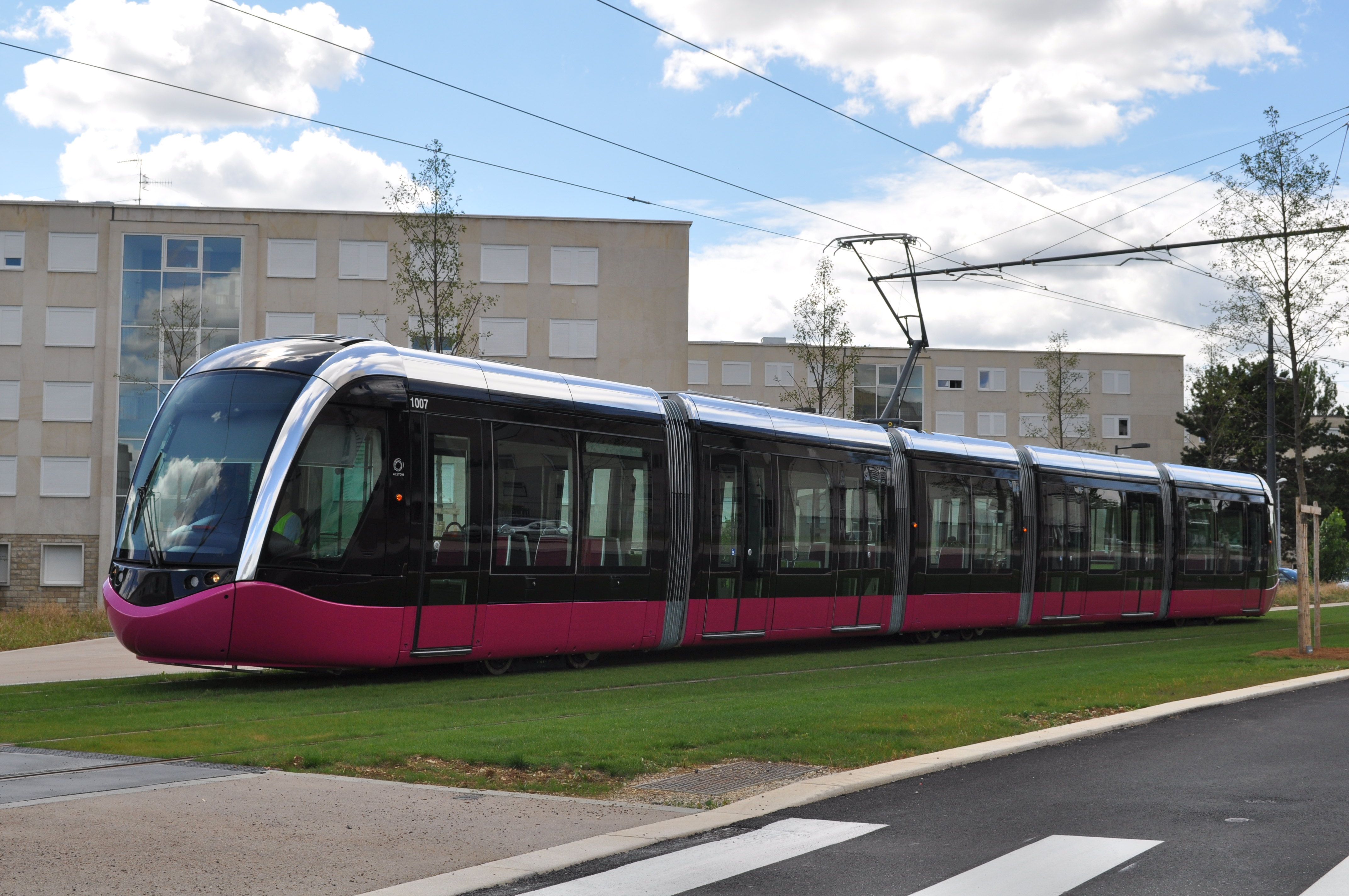
Füvesített villamospálya
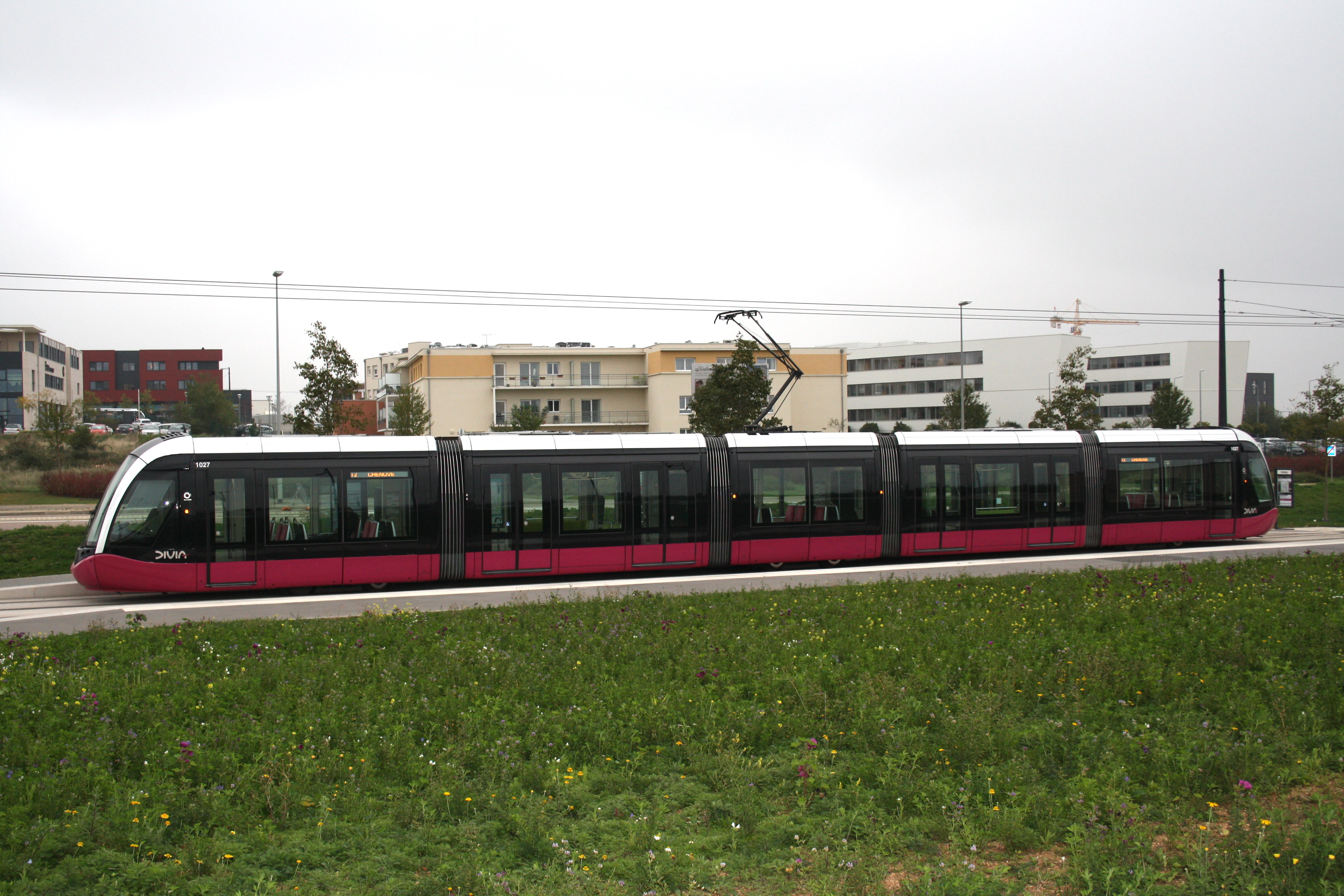
Villamos a városban